# Confederate Railroad
Die Country-Rock-Band Confederate Railroad wurde 1981 von Danny Shirley gegründet. Weitere Mitglieder waren Mark DuFrene, Michael Lamb, Chris McDaniel, Warren Gates Nichols und Wayne Secrest. Die Musiker spielten ab Anfang der achtziger Jahre unter dem Namen Danny Shirley Band zusammen. Eine Zeit lang waren sie Begleitband von David Allan Coe. Es wurden auch einige nicht allzu erfolgreiche Schallplatten veröffentlicht.

## Werdegang
1991 erhielt die Band auf Initiative Shirleys einen Schallplattenvertrag bei Atlantic Records in Nashville und nannte sich in Confederate Railroad um. Das Debüt-Album gleichen Namens erschien ein Jahr später. Es wurde mehr als zwei Millionen Mal verkauft. Einige Songs aus diesem Album konnten sich in der Country-Top-Ten platzieren, darunter ihr bisher größter Hit Queen of Memphis, der Platz 2 erklomm. Das kontroverse und „political incorrect“ Trashy Women verschaffte dem Sextett in besonderem Maße Medien-Aufmerksamkeit. 1993 wurde Confederate Railroad von der CMA als Best New Group ausgezeichnet.
Das zweite Album Notorious wurde Anfang 1994 produziert. Es verkaufte sich ebenfalls gut, erreichte nach kurzer Zeit Gold-Status und enthielt die Top-10-Single Daddy Never Was the Cadillac Kind. In den folgenden Jahren wurden weitere Alben und Singles von solider Qualität veröffentlicht. Die ganz großen Hitparaden-Erfolge blieben zwar aus, aber die Gruppe bestätigte ihren Ruf als gute Liveband. 2008 stieg Steel-Gitarrist Warren Gates Nichols aus der Band aus und verstarb ein Jahr später an Krebs.

## Diskografie

### Alben
| Jahr | Titel                      | Höchstplatzierung, Gesamtwochen, AuszeichnungChartplatzierungen (Jahr, Titel, Platzierungen, Wochen, Auszeichnungen, Anmerkungen) | Höchstplatzierung, Gesamtwochen, AuszeichnungChartplatzierungen (Jahr, Titel, Platzierungen, Wochen, Auszeichnungen, Anmerkungen) | Anmerkungen |
| Jahr | Titel                      | US | Country | Anmerkungen |
| ---- | -------------------------- | --- | --- | ----------- |
| 1992 | Confederate Railroad       | US53 ×2Doppelplatin · (80 Wo.)US                                                                                                  | Country7 (133 Wo.)Country |             |
| 1994 | Notorious                  | US52 Platin · (22 Wo.)US | Country6 (36 Wo.)Country |             |
| 1995 | When and Where             | US152 (5 Wo.)US | Country21 (15 Wo.)Country |             |
| 1996 | Greatest Hits              | — | Country60 (10 Wo.)Country |             |
| 1998 | Keep On Rockin’            | — | Country57 (6 Wo.)Country |             |
| 2000 | Rockin’ Country Party Pack | — | Country63 (2 Wo.)Country |             |
| 2001 | Unleashed                  | — | Country63 (4 Wo.)Country |             |

Weitere Alben
- The Essentials (2002)
- Lucky To Be Alive (2016)

### Singles
| Jahr | Titel Album                                                        | Höchstplatzierung, Gesamtwochen, AuszeichnungChartsChartplatzierungen (Jahr, Titel, Album, Platzierungen, Wochen, Auszeichnungen, Anmerkungen) | Anmerkungen |
| Jahr | Titel Album                                                        | Country | Anmerkungen |
| ---- | ------------------------------------------------------------------ | --- | ----------- |
| 1992 | She Took It Like a Man Confederate Railroad                        | Country37 (19 Wo.)Country |             |
| 1992 | Jesus and Mama Confederate Railroad                                | Country4 (20 Wo.)Country |             |
| 1992 | Queen of Memphis Confederate Railroad                              | Country2 (20 Wo.)Country |             |
| 1993 | When You Leave That Way You Can Never Go Back Confederate Railroad | Country14 (20 Wo.)Country |             |
| 1993 | Trashy Women Confederate Railroad                                  | Country10 (20 Wo.)Country |             |
| 1993 | She Never Cried Confederate Railroad                               | Country27 (20 Wo.)Country |             |
| 1994 | Daddy Never Was The Cadillac Kind Notorious                        | Country9 (20 Wo.)Country |             |
| 1994 | Elvis and Andy Notorious                                           | Country20 (20 Wo.)Country |             |
| 1994 | Summer In Dixie Notorious                                          | Country55 (7 Wo.)Country |             |
| 1995 | When and Where                                                     | Country24 (20 Wo.)Country |             |
| 1995 | Bill’s Laundromat, Bar And Grill When and Where                    | Country54 (8 Wo.)Country |             |
| 1995 | When He Was My Age When and Where                                  | Country66 (5 Wo.)Country |             |
| 1996 | See Ya When and Where                                              | Country51 (9 Wo.)Country |             |
| 1998 | The Big One Keep On Rockin’                                        | Country66 (9 Wo.)Country |             |
| 1999 | Cowboy Cadillac Keep On Rockin’                                    | Country70 (2 Wo.)Country |             |
| 2000 | Toss a Little Bone Rockin’ Country Party Pack                      | Country71 (1 Wo.)Country |             |
| 2001 | What Brothers Do Unleashed                                         | Country39 (12 Wo.)Country |             |
| 2002 | She Treats Her Body Like a Temple Unleashed                        | Country59 (1 Wo.)Country |             |